# Olita Rause
Olita Rause (ur. 21 listopada 1962) – łotewska szachistka, arcymistrzyni od 1993, posiadaczka męskiego tytułu mistrza międzynarodowego od 1995, pierwsza w historii i jedna z dwóch kobiet na świecie (obok Annemarie Burghoff), które otrzymały męski tytuł arcymistrza w szachach korespondencyjnych (tytuł został jej przyznany w 1999 roku).

## Kariera szachowa
Wielokrotnie startowała w finałach indywidualnych mistrzostw Łotwy, trzykrotnie (1981, 1984, 1994) zdobywając srebrne medale. W 1994 r. jedyny raz w karierze reprezentowała narodowe barwy na rozegranej w Moskwie szachowej olimpiadzie.
Najwyższy ranking w grze klasycznej osiągnęła 1 lipca 1994 r., z wynikiem 2360 punktów zajmował wówczas 33. miejsce na światowej liście FIDE, jednocześnie zajmując 1. miejsce wśród łotewskich szachistek.
Znaczące sukcesy odniosła w grze korespondencyjnej. W 1999 r. zwyciężyła w VI Pucharze Świata i jako pierwsza kobieta w historii otrzymała męski tytuł arcymistrza w szachach korespondencyjnych. Na liście rankingowej ICCF we wrześniu 2003 r. zajmowała z wynikiem 2723 punktów 5. miejsce na świecie, za Ulfem Anderssonem, Joopem van Oosteromem, Gertem Timmerman i Hansem Berlinerem.